# De fato
De fato (Over lotsbeschikking/Over het noodlot) is een korte filosofische tekst van de Romeinse denker Cicero, die het in 44 v.Chr. schreef, aan het eind van zijn leven. Het werk vormt inhoudelijk een eenheid met De natura deorum ('Het wezen van de goden') en De divinatione ('Voorspellen'). In De fato staat de vraag centraal of een eeuwige reeks oorzaken het menselijke handelen bepaalt, en of de mens dus enige handelingsvrijheid heeft. Voor de behandeling van dit probleem hanteert Cicero een eclectische aanpak, waarbij hij Academische (platonische) standpunten naast stoïcijnse en ook epicurische standpunten zet, toegeschreven aan respectievelijk Carneades, Diodorus, Chrysippus, Posidonius en Epicurus. De platonisten van de Academie stelden een definitief oordeel erover uit en spraken enkel in termen van mogelijkheden. De stoïcijnen daarentegen geloofden in lotsbeschikking. Cicero's standpunt vormt een middenweg.  

## Bron
- Cicero. Lotsbeschikking. Vertaling T.H. Janssen. Meppel: Boom, 1992. ISBN 9789060099667